# Ispirač plinova
Ispirač plinova ili skruber je uređaj koji omogućuje prikupljanje krutih čestica zbog dodira onečišćenog plina s odgovarajućom kapljevinom. Najpoznatiji način ispiranja plinova je mokro otprašivanje, a to je tehnološka operacija koja se zasniva na stvaranju vodene zavjese kroz koju prolazi onečišćeni plin ili stvaranje tankog sloja tekućine preko koje prolazi onečišćeni plin (obično voda). U oba slučaja čvrste čestice se vežu ("lijepe") za tekućinu, postaju veće i lakše ih je ukloniti, a plin odlazi prema odvodnom kanalu, odnosno izlazu. Pri raspršivanju nastaju kapi promjera od 0,1 do 1,0 mm. 
Glavna primjena postupka ispiranja plinova je pri obradi otpadnih (dimnih) plinova, a najčešće se uklanjaju plinoviti dijelovi dimnih plinova (vodikovi halidi, sumporov dioksid SO2, amonijak NH3, sumporovodik H2S ili hlapljivi kemijski spojevi), ali se mogu ukloniti i krute čestice malih dimenzija. Ispirači plinova omogućavaju razdvajanje (separaciju) dimova, para i suspendiranih čestica iz otpadnih plinova pomoću neposrednog dodira otpadnog plina s odgovarajućim otapalom. Nastali spojevi vrlo sitnih čestica i kapi otapala mogu se ukloniti iz struje plina pomoću inercijskih sila (npr. centrifugalne sile). Razlika u izvedbi ispirača plinova nastaje zbog različitog načina raspršivanja (dispergiranja) otapala. Uobičajena primjena je za uklanjanje kiselih plinova i mirisa, ali je primjena ograničena na uklanjanje jako topljivih plinova.

## Tekućine za ispiranje plinova
Za ispiranje plinova najčešće se koriste:
- voda H2O (koristi se za ispiranje halida, amonijaka NH3);
- alkalne otopine (za uklanjanje kiselih komponenata, npr. halida, sumporovog dioksida SO2, fenola, klora Cl2; za desulfurizaciju bioplina);
- alkalno-oksidacijske otopine, npr. alkalna otopina s natrijevim hipokloritom (za uklanjanje ClO2, ozona O3 ili vodikovog peroksida H2O2);
- Na2S4 otopine za uklanjanje žive (Hg);
- kisele otopine (za uklanjanje amonijaka NH3, amina);
- otopine monoetanol amina i dietanolamina (apsorpcija i uklanjanje sumporovodika H2S).

## Prednosti i nedostaci
Prednosti ispiranja plinova su:
- može se koristiti za obradu zapaljivih i eksplozivnih plinova bez posebnih rizika,
- omogućava istovremenu apsorpciju plina i odvajanje krutih čestica u samo jednom stupnju,
- omogućava hlađenje toplih plinova,
- ukupna učinkovitost može se mijenjati,
- korozivni plinovi i krute čestice mogu se neutralizirati,
- ispirači plinova dolaze u različitim izvedbama (velika raznovrsnost).

Nedostaci ispiranja plinova su:
- veliki problemi vezani uz koroziju, abraziju i oštećenje rotirajućih dijelova,
- dovode do problema vezanih uz obradu otpadnih voda,
- zaštita od pothlađivanja; ponekad je potrebno predgrijavanje,
- prikupljene čestice ponekad mogu biti nečiste i ne mogu se reciklirati,
- odlaganje krutog otpada može biti skupo,
- problemi vezani uz ponovno pokretanje rada,
- veliki pad tlaka (potrebna velika količina energije).

## Vrste ispirača plinova
U osnovi se razlikuje više vrsta ispiranja plinova:
- Fizičko ispiranje plinova – koristi se za uklanjanje kemikalija;
- Kemijsko ispiranje plinova – uklanjanje i smanjenje koncentracije otopljenih plinovitih komponenata;
- Fizičko-kemijsko ispiranje plinova (komponenta je otopljena u apsorbirajućoj tekućini i sudjeluje u reverzibilnoj kemijskoj reakciji koja omogućava izdvajanje plinovite komponente).

### Mokro otprašivanje
Mokro otprašivanje obično radi s prethodnim pothlađivanjem (raspršivanje) da bi se ohladio ulazni plin i istovremeno zasitila plinska struja, izbjegavajući na taj način smanjenu brzinu apsorpcije i isparavanje otapala. Potreba za tekućinom u postupku mokrog otprašivanja je reda veličine od 1 do 3 l/m3 plina. Mali su kapitalni troškovi u usporedbi s elektrofiltrima i vrećastim filtrima. Ulazne brzine strujanja plinasu oko 100 m/s. Pad tlaka je do 1 bar. Postupak uklanjanja krutih čestica kod mokrog otprašivanja uključuje sljedeće stupnjeve:
- obrada (kondicioniranje) plina i čestica, tj. snižavanje temperature i zasićenje s vodenom parom,
- raspršivanje (dispergiranje) kapljevine, npr. strujom plina, sapnicama ili rotirajućim diskovima,
- sakupljanje krutih čestica u sloju kapljevine ili na kapima,
- uklanjanje krutih čestica i kapljevine iz struje otpadnog plina.

#### Mokri otprašivač s raspršivanjem
Mokri otprašivač s raspršivanjem ili kolonski skruber dovodi otpadni (dimni) plin u dodir s raspršenim kapima; veličina kapi mora se dobro prilagoditi (optimirati) primjenom sapnica (mlaznica) da se postigne zadovoljavajuća površina dodira. Iz vode koja recirkulira kroz sustav moraju se ukloniti krute čestice da bi se spriječilo prljanje sapnica (čišćenje i zamjena sapnica predstavlja glavni dio posla vezanog uz održavanje sustava). Ukupna učinkovitost iznosi oko 90 % za čestice veće od 8 mm. U odnosu na druge vrste mokrih otprašivača ima malu potrošnju energije (rade pri relativno malom padu tlaka). Koristi se dosta u industriji papira. Mokri otprašivač s raspršivanjem može biti okomite ili vodoravne izvedbe. Učinkovitost postupka zavisi o veličini kapi, protoku plina, omjeru plina i kapljevine, te putanji kapi.

#### Mokri otprašivač s pregradama
Mokri otprašivač s pregradama stvara tanki sloj vode. Pregrada je prekrivena kapljevinom što ostvaruje rad uz male brzine recirkulacije vode (oko 0,07 l/m3), te učinkovitost oko 90 % za čestice veće od 2 mm). Postoji i drugi oblik gdje je plitica s otvorima koja sadrži sloj kapljevine i pjene, a zatim plin udara u ploču smještenu iznad plitice s otvorima (protok kapljevine od 0,26 do 0,4 l/m3; a učinkovitost oko 97 % za čestice veličine oko 5 mm). Na pliticama se nalazi sloj plastičnih kuglica koje su djelomično fluidizirane, a abrazivno djelovanje olakšava čišćenje plitica. Koristi se za uklanjanje kiselina, sumporovog dioksida SO2, mirisa i slično. Prednosti su velika učinkovitost, lakoća održavanja i čišćenja, te mogućnost različitog rada (pri različitim protocima).

### Ciklonski otprašivač s raspršivanjem
Ciklonski otprašivač s raspršivanjem koristi tangencijalno uvođenje nečistog plina što omogućuje veće linearne brzine plina. Dodatne centrifugalne sile omogućavaju dobro razdvajanje (separaciju) i omogućavaju rad s manjim veličinama kapi (veća učinkovitost u odnosu na mokri otprašivač s raspršivanjem). Ukupna učinkovitost iznosi oko 95 % za čestice veće od 5 mm. Pad tlaka je od 1 do 2 bar.

### Venturi ispirač plinova
Venturi ispirač plinova ima najveću učinkovitost, čak i za uklanjanje vrlo malih čestica (manjih od 2 μm). Brzine plina su od 60 do 120 m/s. Ponekad su jedina mogućnost za pročišćavanje (npr. za uklanjanje ljepljivih, zapaljivih i korozivnih materijala). Zbog mogućnosti rada pri velikim protocima zraka (oko 120 m/s) mogu biti malih veličina. Učinkovitost Venturi ispirača plinova raste s brzinom strujanja (koja zavisi o promjeru Venturi cijevi) i s padom tlaka.